# Hurel (entreprise)
Pour les articles homonymes, voir Hurel.
 (février 2025).
Hurel est une entreprise familiale française de broderie qui trouve ses origines au XIXe siècle. L'entreprise est fournisseur des plus grands noms de la haute couture et du prêt-à-porter.

## Historique
Créée en 1870, l'entreprise familiale Hurel s'installe dans le 2e arrondissement de Paris afin d’exercer son métier de brodeur. Au fil du temps, Hurel élargit ses compétences et se diversifie dans le monde du textile, de la soie, le lainage et de la dentelle.
Dans les années 1930, Hurel acquiert une indépendance et une capacité de production grâce à son usine située dans le Nord de la France. Cependant, les différentes crises économiques ont forcé cette entreprise à modifier son positionnement et à se recentrer son activité.
Aujourd’hui situé dans le 20e, Hurel est l’un des derniers brodeurs parisien. Hurel peut ainsi proposer à ses clients de la haute couture ou du prêt-à-porter tel que Rochas, des collections de soieries, dentelles, et aussi une collection destinée à la mariée.
Hurel reçoit en 2008 par le Label Entreprise du patrimoine vivant. Hurel propose exclusivement des produits « Made in France », tissés avec des fibres naturelles.

## Broderie
L’atelier de broderie conserve ses archives, qui permettent de prendre conscience de l’évolution des modes et des tendances au fil des époques, des créations et de son savoir-faire.
Les collections et créations de broderies sont réalisées par le studio de création, dirigé notamment entre 1997 et 2011 par Hubert Barrère.

## Documentaire
- « Hurel, une maison cousue de fil d'or », sur europe.tv5monde.com, 2021